# Joseph Franz Adolph
Joseph Franz Adolph (* 1671; † 2. November 1749 in Nikolsburg, Brünner Kreis, in Mähren) war ein österreichisch-böhmischer Tiermaler.

## Leben
Joseph Franz Adolph war verheiratet, seine beiden Söhne Joseph Anton Adolph (* 6. Oktober 1729 in Nikolsburg; † 17. Januar 1762 in Wien) und Carl Adolph wurden später ebenfalls Maler.
Er war ein Schüler von Johann George von Hamilton, den er so gut kopieren konnte, dass es Experten gab, die keine Unterschiede zwischen den Arbeiten feststellen konnten.
Später wurde er Hofmaler des Reichsfürsten Karl Maximilian von Dietrichstein in Nikolsburg und malte überwiegend Tiergemälde; hierzu studierte er die Pferde des Gestüts in Kuprowitz, das im Besitz von Karl Maximilian von Dietrichstein war.